# Hesselnberg
Das Wuppertaler Wohnquartier Hesselnberg ist eines von zehn Quartieren des Stadtbezirks Barmen.

## Geographie
Das 1,02 km² große Wohnquartier erstreckt sich im Westen Barmens (Unterbarmen) von der Talachse zu den Wuppertaler Südhöhen. Im Norden ist es durch die Bahnstrecke Elberfeld–Dortmund von dem Wohnquartier Friedrich-Engels-Allee getrennt, im Westen durch den Bendahler Bach von Elberfeld und im Osten durch die Oberbergische Straße von dem Quartier Kothen. Im Süden grenzt es ohne natürliche Grenzlinie an das Quartier Lichtenplatz.
Das Wohnquartier wird zu einem Drittel von Wohnbebauung, zu einem Drittel von dem Waldgebiet Christbusch und zu einem Drittel von dem Unterbarmer Friedhof eingenommen. Die Verwaltung des lokalen Lacke- und Farbenwerkes der Firma Axalta Coating Systems (ehem. DuPont, ehem. Herberts) grenzt seit 1891 an das Friedhofsgelände. Sie wurde auf dem Gelände des Wohnplatzes Am Christbusch errichtet.
In dem Wohnquartier befinden sich der Unterbarmer Bahnhof, ein Haltepunkt der S-Bahn, und eine Grundschule. Das Gebäude der ehemaligen Wicküler-Brauerei wird als Fachmarktzentrum genutzt. Architektonisch bedeutsam ist die Villa Herberts, die sich im Besitz des Bildhauers Tony Cragg befindet, der auf dem weitläufigen Grundstück 2008 den Skulpturenpark Waldfrieden eingerichtet hat.
Im Wohnquartier Hesselnberg wurden auf der Bendahler Straße, der Mauerstraße sowie auf dem Christbusch Szenen des 1991 erschienenen Films Manta Manta gedreht. In der Verfolgungsjagd zur Mitte des Films sind alle drei Straßen deutlich zu erkennen.